# Скирон (Еврипид)
«Скирон» (др.-греч. Σκίρων) — сатировская драма древнегреческого драматурга Еврипида (V век до н. э.), сюжет которой связан с мифами о Тесее. Текст пьесы утрачен за исключением нескольких фрагментов (фрг. 674a—678 Snell). Заглавный герой — мифологический персонаж, нападавший на путников между Мегарой и Афинами и сбрасывавший их со скалы. Тесей убил Скирона, когда шёл из Трезена к отцу.
На тот же сюжет написали по комедии Эпихарм и Алексид.